# تراویس ویر
تراویس ویر (انگلیسی: Travis Wear؛ زادهٔ ۲۱ سپتامبر ۱۹۹۰) بازیکن بسکتبال اهل ایالات متحده آمریکا است. از باشگاه‌هایی که در آن بازی کرده‌است می‌توان به لس آنجلس لیکرز و نیویورک نیکس اشاره کرد. وی در مسابقات کشوری و بین‌المللی در مجموع برندهٔ ۱ مدال نقره شده‌است.